# Közönséges késeidenevér
A közönséges késeidenevér (Eptesicus serotinus) az emlősök (Mammalia) osztályának a denevérek (Chiroptera) rendjébe, ezen belül a kis denevérek (Microchiroptera) alrendjébe és a simaorrú denevérek (Vespertilionidae) családjába tartozó faj.

## Előfordulása
Skandináviát és Anglia északi részeit kivéve egész Európában megtalálható. Előfordulása keleten Koreáig, délen Észak-Afrikáig terjed. Magyarországon igen gyakori faj.

## Alfajai
- Eptesicus (Eptesicus) serotinus andersoni
- Eptesicus (Eptesicus) serotinus boscai
- Eptesicus (Eptesicus) serotinus horikawai
- Eptesicus (Eptesicus) serotinus isabellinus
- Eptesicus (Eptesicus) serotinus pachyomus
- Eptesicus (Eptesicus) serotinus pallens
- Eptesicus (Eptesicus) serotinus pashtonus
- Eptesicus (Eptesicus) serotinus serotinus
- Eptesicus (Eptesicus) serotinus shirazensis
- Eptesicus (Eptesicus) serotinus turcomanus

## Megjelenése
Az állat fej testhossza 62–82  milliméter, farokhossza 46–57 milliméter, magassága 9–12 milliméter, vitorlafesztávolsága 34–36 centiméter, testtömege pedig 14–35 gramm. Nagy termetű denevérfaj, széles szárnyakkal. A farok csúcsa (két utolsó csigolya) kiáll a vitorlából. Szőrzete a hátán barna, a hasi oldalon világosabb szürkésbarna. Fülei, vitorlája és fejének csupasz részei feketék. A farok és az ujjak rövidek.

## Életmódja
A közönséges késeidenevér erdők, erdőszélek, kertek lakója, de a településeknél is megtalálható. Nyáron padlásokon, templomtornyokban alszik, telelésre is csak ritkán húzódik barlangokba, de ha mégis, akkor a hidegebb, 0-6 Celsius fokos barlangokat kedveli. Napnyugta után ébred, és a hajnali órákig vadászik. Táplálékát repülő rovarok: lepkék, kétszárnyúak, nagytestű bogarak, néha tegzesek, hártyásszárnyúak alkotják, amelyeket röptükben kap el, vagy az ágakról, de akár a talajról is felszed. Röpte lassú (15–20 km/h) csapongó, hirtelen nagy köröket ír le, időnként szárnyait összecsapja. Szürkületkor alacsonyabban, majd a teljes sötétség beálltával magasabban vadászik, átlagosan 6-10 méter magasságban.

## Szaporodása
A kölykezőkolóniák kis létszámúak. A legtöbb fajjal ellentétben a fiatalok nem világosabbak, hanem sötétebbek.